# Inverzna funkcija
Inverzna funkcija postoji samo za bijektivne funkcije. 
Kaže se da je funkcija f inverzna funkciji g ako vrijedi da je kompozicija tih dviju funkcija (u bilo kojem poretku) identiteta:
Dakle:
1. {\displaystyle \forall {x}{\in }\mathbf {X} \ (g\circ f)(x)=x\,}
2. {\displaystyle \forall {y}{\in }\mathbf {Y} \ (f\circ g)(y)=y\,}

Iz te definicije slijedi da je kodomena funkcije f domena funkcije g i obratno.